# Zamek w Kórniku
Zamek w Kórniku – zamek w Kórniku z XV w., w powiecie poznańskim, wpisany do rejestru zabytków nieruchomych województwa wielkopolskiego.
Rezydencja historycznych rodów Górków i Działyńskich. Obecnie siedziba muzeum i Biblioteki Kórnickiej PAN. Początki zamku sięgają średniowiecza, jego obecny kształt pochodzi z połowy XIX wieku. 11 lipca 2011 roku obiekt uznany został za Pomnik historii Polski.

## Od średniowiecza do Białej Damy

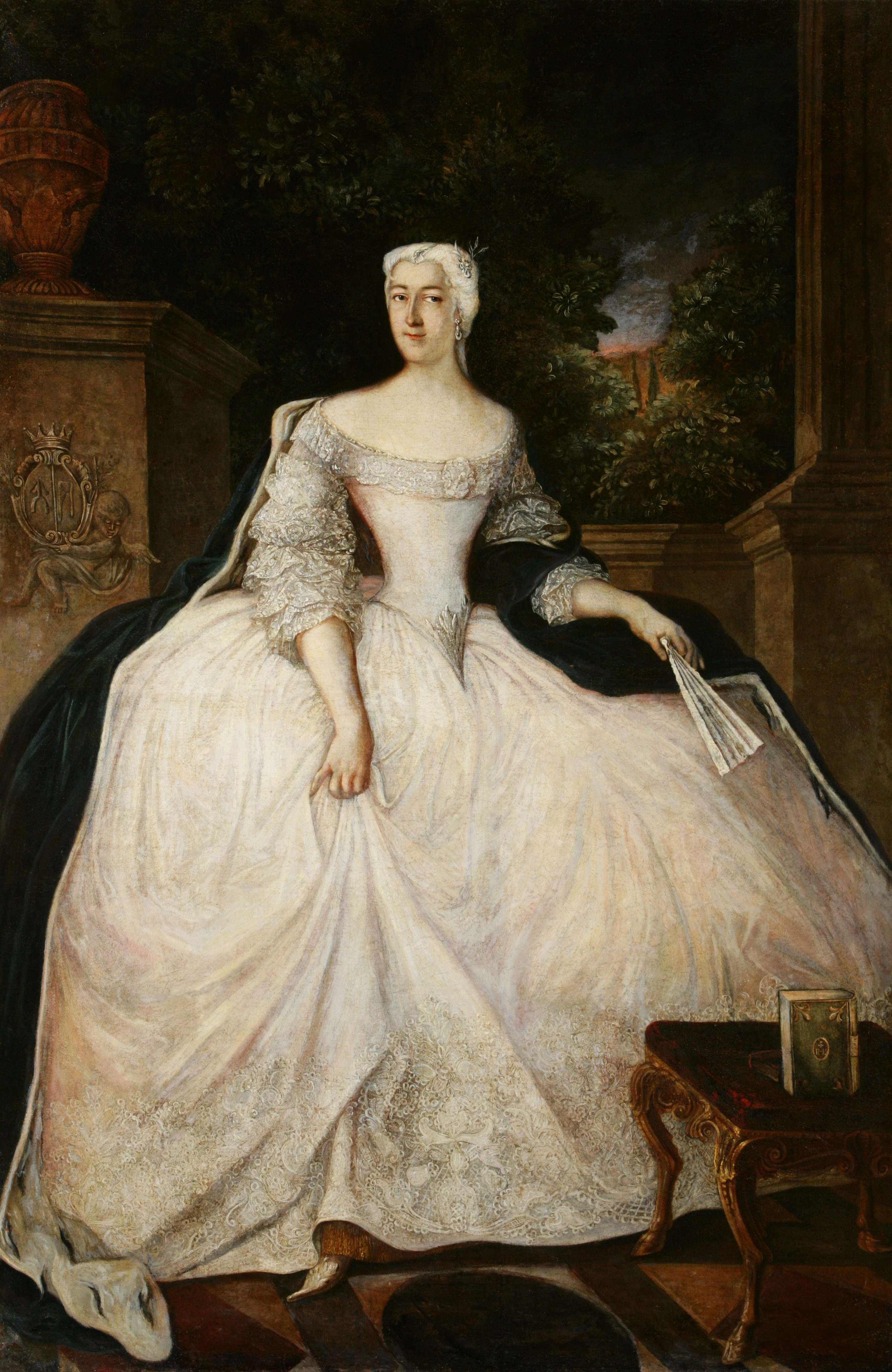
Teofila Działyńska – Biała Dama

Pierwsza budowla obronna w formie wieży została wzniesiona w XIV w. z inicjatywy poznańskiego biskupa Mikołaja z Kórnika. Pierwszy znany dokument dotyczący budowy zamku (kontrakt z cieślą Mikołajem) pochodzi z 1426. Ukończona prawdopodobnie ok. 1430 budowla, posadowiona na bagiennej wyspie, otoczona była fosą, dostęp do niej był możliwy przez most zwodzony oraz spuszczaną okutą kratę. Do dziś z tego okresu zachowały się stare mury i piwnice obiektu. W 1565 Stanisław Górka przebudował gotycki zamek na renesansową rezydencję przez zabudowanie wewnętrznego dziedzińca przez połączenie wszystkich budynków i pokrycie ich dachem łamanym. Część reprezentacyjna i brama wjazdowa zlokalizowana na stronie północnej posiadała po obu stronach baszty. Pozostawiono most zwodzony. Od 1592 Zamek w Kórniku był reprezentacyjną siedzibą rodu Górków, jednego z najpotężniejszych rodów magnackich Wielkopolski doby renesansu i reformacji. W 1574 gościł tu Henryk Walezy, przejeżdżający przez Kórnik w drodze na koronację do Krakowa.
Po bezpotomnej śmierci Stanisława Górki w 1592 zamek przeszedł w posiadanie Czarnkowskich, a w 1610 został sprzedany przez Andrzeja Czarnkowskiego Zygmuntowi Grudzińskiemu. Od 1676 zamek był własnością rodu Działyńskich.
Pierwszą wybitną przedstawicielką rodu Działyńskich była Teofila z Działyńskich Szołdrska-Potulicka (1714-1790). Po śmierci pierwszego męża Stefana Macieja Szołdrskiego i rozwodzie z drugim Aleksandrem Potulickim Teofila od połowy XVIII w. poświęciła swoje życie sprawie rozwoju kulturalnego i gospodarczego Kórnika i przebudowie rezydencji na barokowy pałac. Obok zamku urządziła ogród w stylu francuskim (obecnie, po przebudowie w XIX w., arboretum), utworzyła szkółki drzew i zwierzyniec z egzotycznymi roślinami i zwierzętami, dbała o rozwój miasta, sprowadzając doń niemieckich rzemieślników-kolonistów.
Namalowany przez A. Pesne portret Teofili w białej sukni, do dzisiaj zachowany w zamku, dał początek legendzie o Białej Damie – jednym z najsłynniejszych duchów w polskich zamkach.

## Przebudowa zamku przez Tytusa Działyńskiego
Po śmierci Teofili Potulickiej Zamek w Kórniku przez krótki czas był w rękach Szołdrskich, na mocy wyroku sądowego w 1801 został jednak zwrócony Działyńskim. Rezydencję objął najpierw Ksawery Szymon Działyński, a od 1826 jego syn Tytus Działyński  herbu Ogończyk.
Z powodu zaangażowania w powstanie listopadowe Tytus został ukarany przez władze pruskie konfiskatą majątku. Do Kórnika mógł wrócić z Galicji dopiero w 1839, po wygranym procesie o zwrot dóbr.
Tytus Działyński planował całkowitą przebudowę zamku jeszcze przed powstaniem listopadowym. Zamawiał związane z tym projekty u Antonia Corazziego, Henryka Marconiego i Karla-Friedricha Schinkla. Po powrocie do Kórnika przebudował zamek w stylu neogotyku angielskiego, zachowanym do dzisiaj. Podczas przebudowy najwięcej zaczerpnął z projektu Schinkla, twórczo go jednak modyfikując we współpracy z architektem Marianem Cybulskim.
W zamiarze Tytusa Działyńskiego, jednego z czołowych działaczy nurtu pracy organicznej w Wielkopolsce, zamek miał być nie tylko prywatną rezydencją, lecz służyć narodowi jako biblioteka i muzeum. Tytus zapoczątkował gromadzenie starodruków i rękopisów (m.in. Chopina, Mickiewicza, Bonapartego), które do dzisiaj są przechowywane w Bibliotece Kórnickiej. Ogród w stylu francuskim Teofili Potulickiej przekształcił w park w stylu romantycznym – obecne arboretum.

## Kórnik po śmierci Tytusa Działyńskiego
Po nagłej śmierci Tytusa Kórnik znalazł się w rękach jego syna Jana. Jan kontynuował prace w zamku, bardziej interesował się jednak rozbudową rezydencji swojej żony Izabeli z Czartoryskich w Gołuchowie. Po bezpotomnej śmierci Jana w 1880 zamek odziedziczył jego siostrzeniec, Władysław Zamoyski. Ten, jako obywatel francuski, w 1885 został zmuszony do opuszczenia Kórnika (rugi pruskie) i zamieszkał w Galicji (w Kuźnicach w Zakopanem), gdzie zasłużył się m.in. w walce o polskość Morskiego Oka. Do Kórnika powrócił dopiero w 1920. W 1924, tuż przed śmiercią, bezdzietny Zamoyski przekazał całe swoje dobra, w tym zamek wraz z imponującą kolekcją dzieł sztuki, zbiorami bibliofilskimi i ogrodem dendrologicznym (Arboretum Kórnickie) narodowi polskiemu. Darowizną zarządzała fundacja „Zakłady Kórnickie”. W czasie II wojny światowej zbiory w znacznej części zostały rozgrabione. Fundacja „Zakłady Kórnickie”, jak i inne w PRL, została zlikwidowana w 1953, w 2001 została reaktywowana na mocy ustawy.

## Architektura zamku
Obecny kształt zamku nawiązuje do neogotyku angielskiego, jednego z historyzujących stylów popularnych w XIX w.
Główne wejście do zamku znajduje się od strony północnej. Charakterystyczną cechą jest zwieńczenie głównego okna nad wejściem łukiem Tudora z herbem Ogończyk. Portal wejściowy flankowany po bokach oknami ozdobionymi herbami Ogończyk Tytusa Działyńskiego (L) i  Jelita jego Celestyny z Zamoyskich (P).
Jeszcze do okresu międzywojennego do zamku wchodziło się przez tak zwany „babiniec”, przedsionek w kształcie barbakanu, wyburzony w latach 1925–1939.
Strona zachodnia to rozbudowany architektonicznie taras z widokiem na jezioro Kórnickie i „Zwierzyniec”.
Strona południowa jest zdominowana przez łuk indyjski, wzorowany prawdopodobnie na Pawilonie Królewskim w Brighton, a pośrednio na muzułmańskiej architekturze Indii (łuk w Kórniku nosi wyraźne podobieństwo do łuków Tadź Mahal).
Od strony wschodniej nad zamkiem wznosi się neogotycka wieża, swoją elewacją z czerwonej cegły kontrastująca z resztą zamku, wybudowana dopiero podczas przebudowy zamku przez Tytusa Działyńskiego.
Przy wjeździe do zamku stoją zabytkowe oficyny oraz wozownia.

## Wnętrza
Obecnie w zamku mieści się muzeum z wieloma unikatowymi eksponatami, m.in. meble różnych stylów i epok, obrazy mistrzów polskich i europejskich, rzeźby, kolekcje numizmatyczne, militaria polskie i wschodnie, wyroby rzemiosła artystycznego z porcelany i srebra. Najokazalszym wnętrzem rezydencji jest Sala Mauretańska, nawiązująca do Dziedzińca Lwów w Alhambrze, początkowo przeznaczona na bibliotekę, później na salę muzealną, do dzisiaj eksponująca pamiątki narodowe. W pokoju pod wieżą eksponowane są też zbiory etnograficzne i przyrodnicze przywiezione przez Władysława Zamoyskiego z Australii i Oceanii.
Zamek jest też siedzibą Biblioteki Kórnickiej PAN, jednej z największych bibliotek w Polsce.

## Legenda Białej Damy
Białą Damą ukazującą się w komnatach kórnickiego zamku jest Teofila Działyńska. W XIX w. wśród okolicznej ludności zaczęto opowiadać, że krótko przed północą Teofila wychodzi z ram portretu wiszącego w Sali Jadalnej i przechodzi do parku, w którym czeka na nią jeździec na czarnym koniu. Wspólnie przemierzają parkowe aleje i znikają z pierwszym promieniem słońca.

## Numizmatyka
W 1998 roku wydano dwie monety okolicznościowe z wizerunkiem zamku. Monety te miały nominały 2 zł i 20 zł (monetę o nominale 2 zł wyemitowano w nakładzie 400 000 sztuk, zaś monetę o nominale 20 zł wyemitowano w nakładzie 20 000 sztuk). Monety te wchodzą w skład serii monet Zamki i Pałace w Polsce.

## Galeria

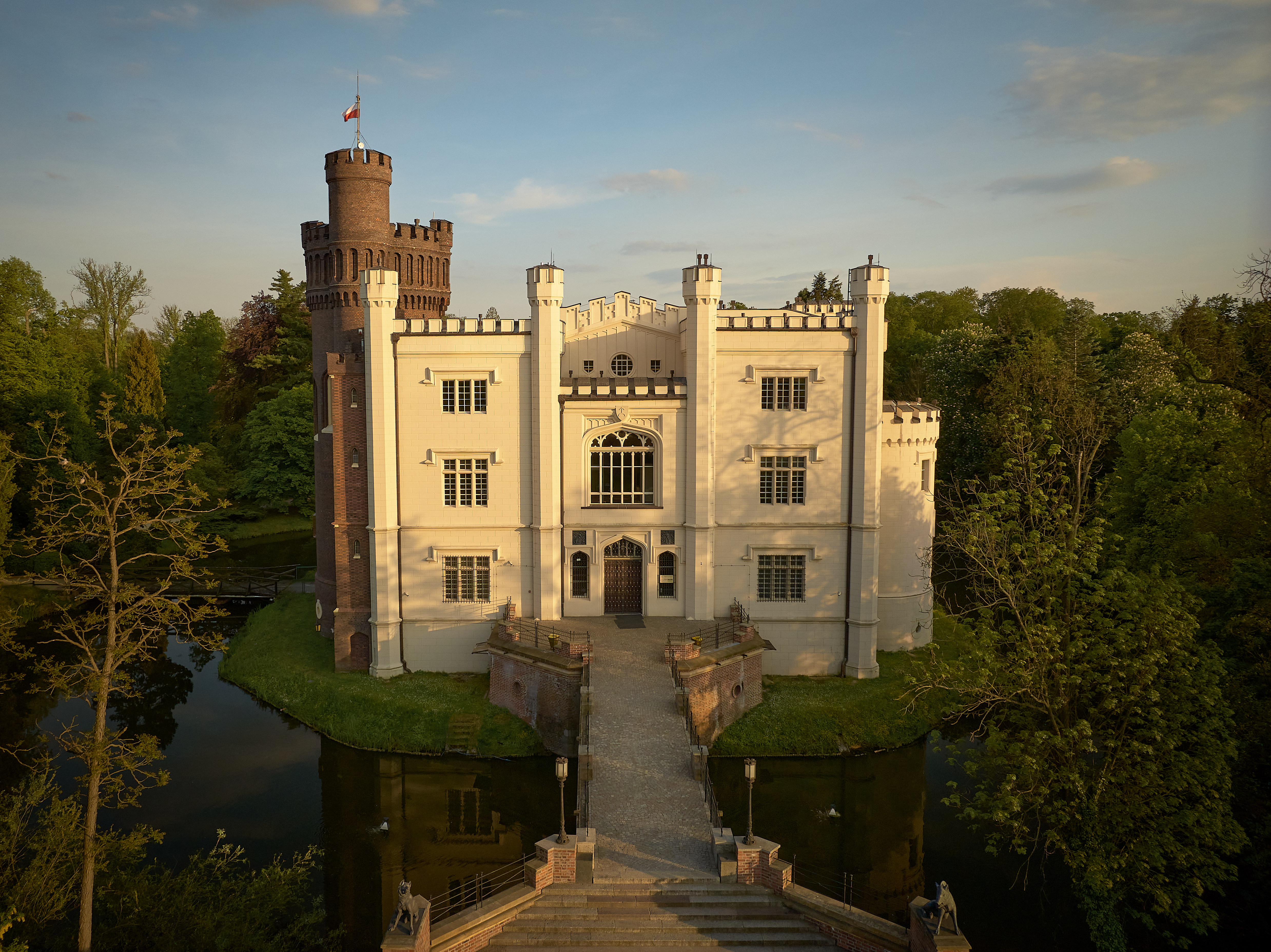
Zamek w Kórniku o zachodzie słońca
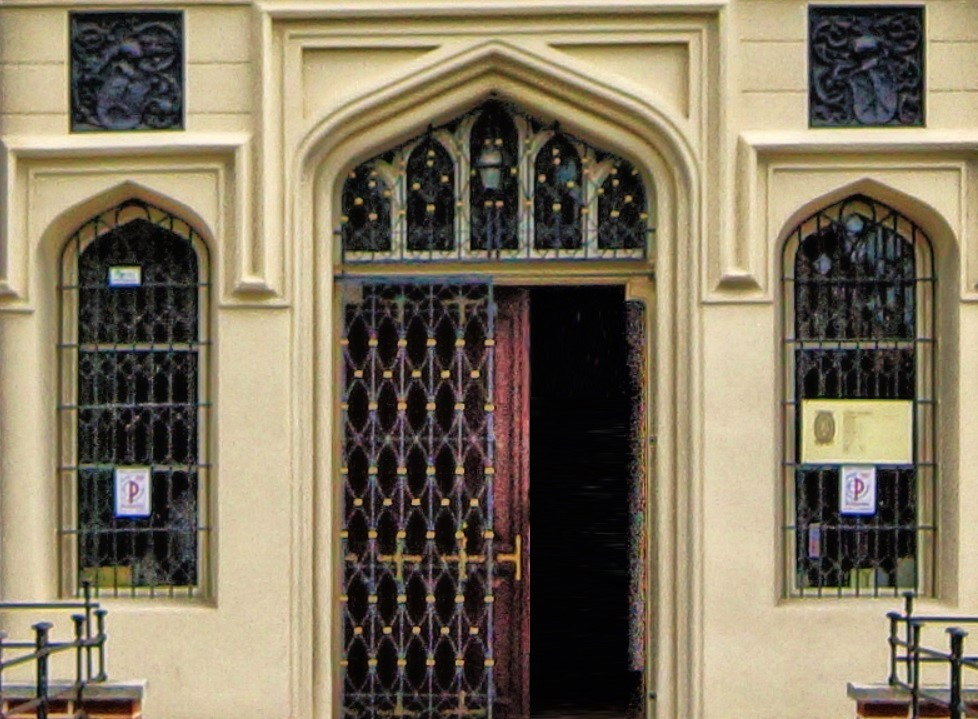
Portal z herbami Ogończyk i Jelita
Herb Ogończyk Tytusa Działyńskiego
Herb Jelita Gryzeldy  żony T. Działyńskiego
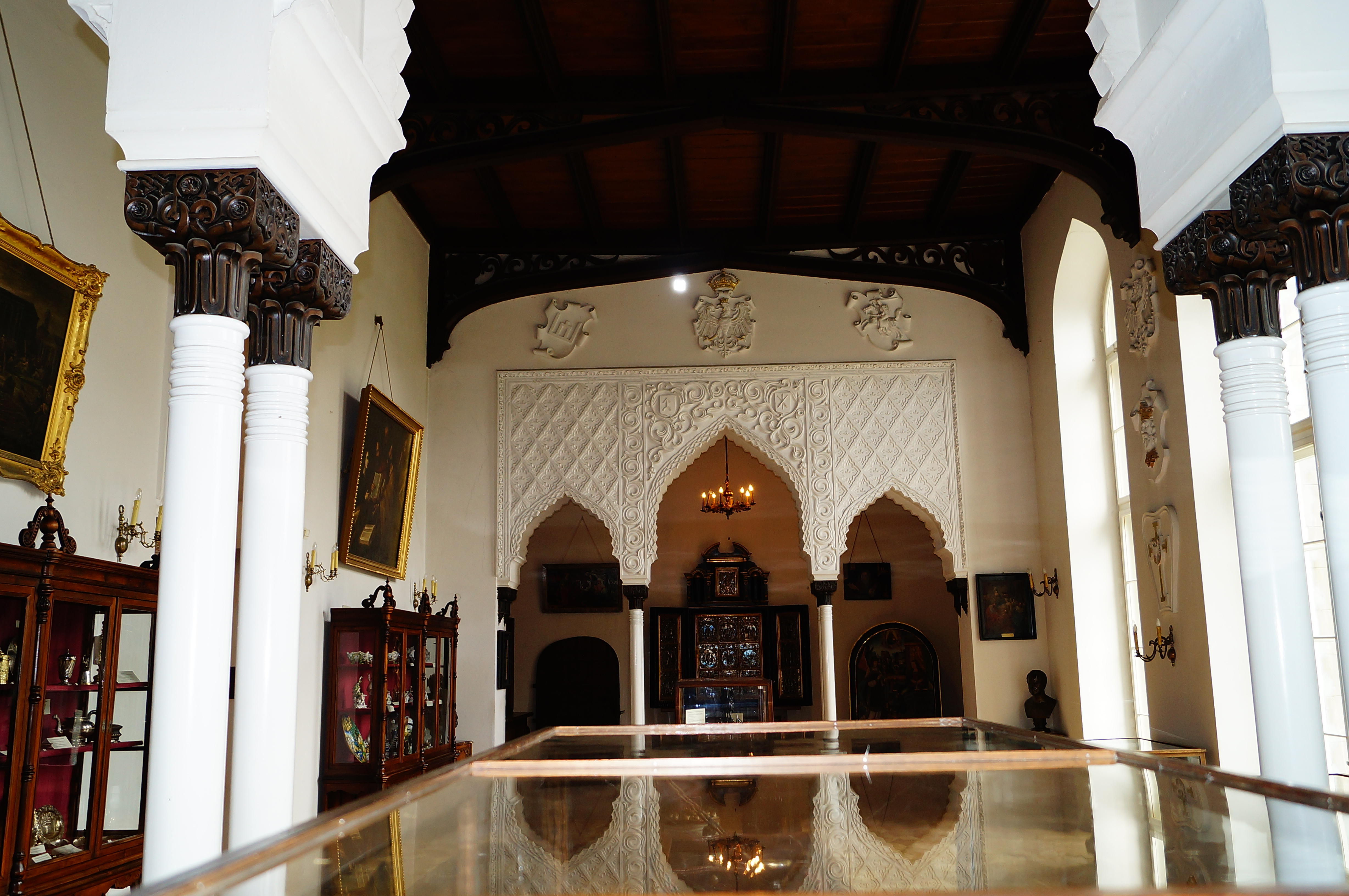
Giedyminowiczów, Polski, Pogoń (herby)
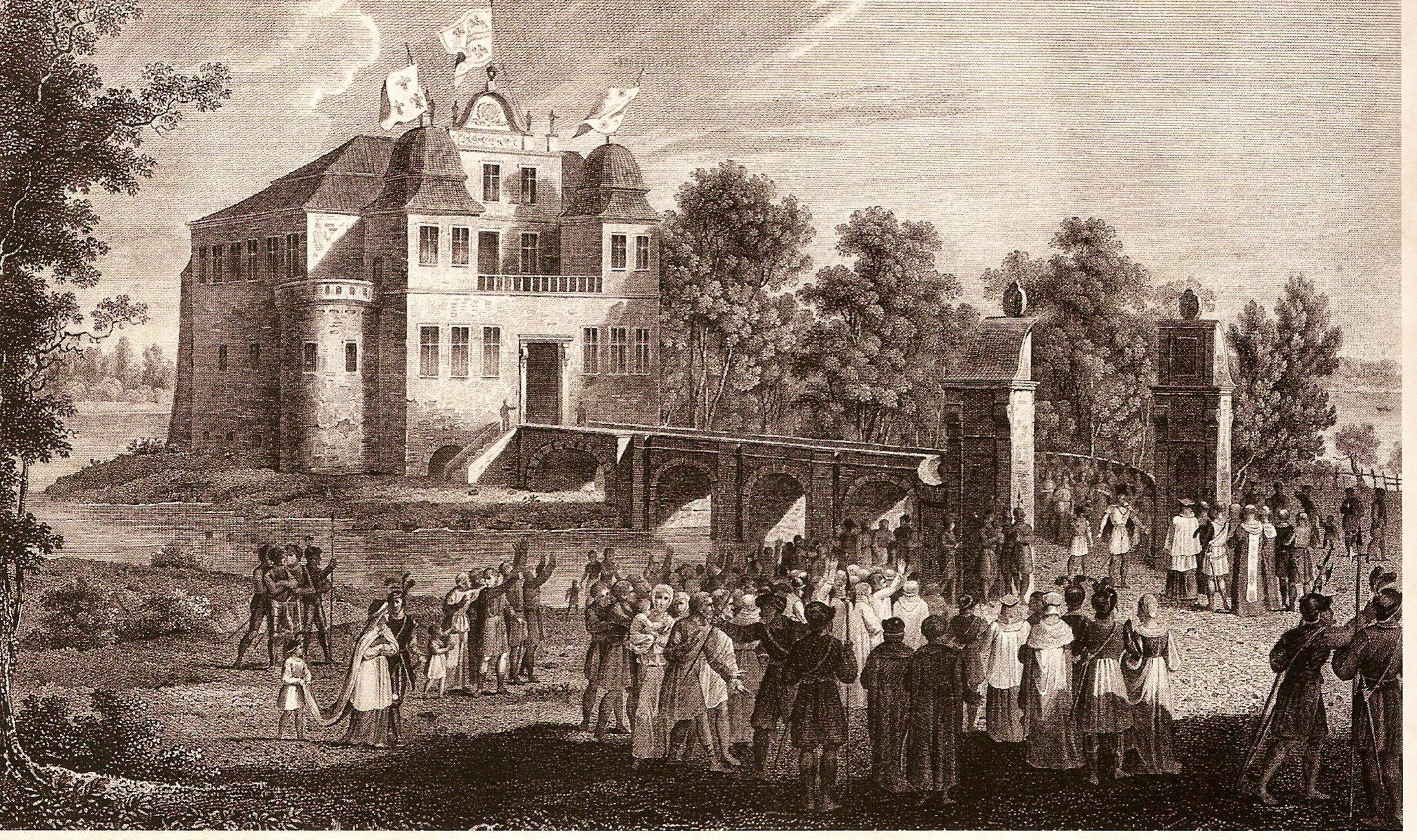
Zamek w czasach Białej Damy
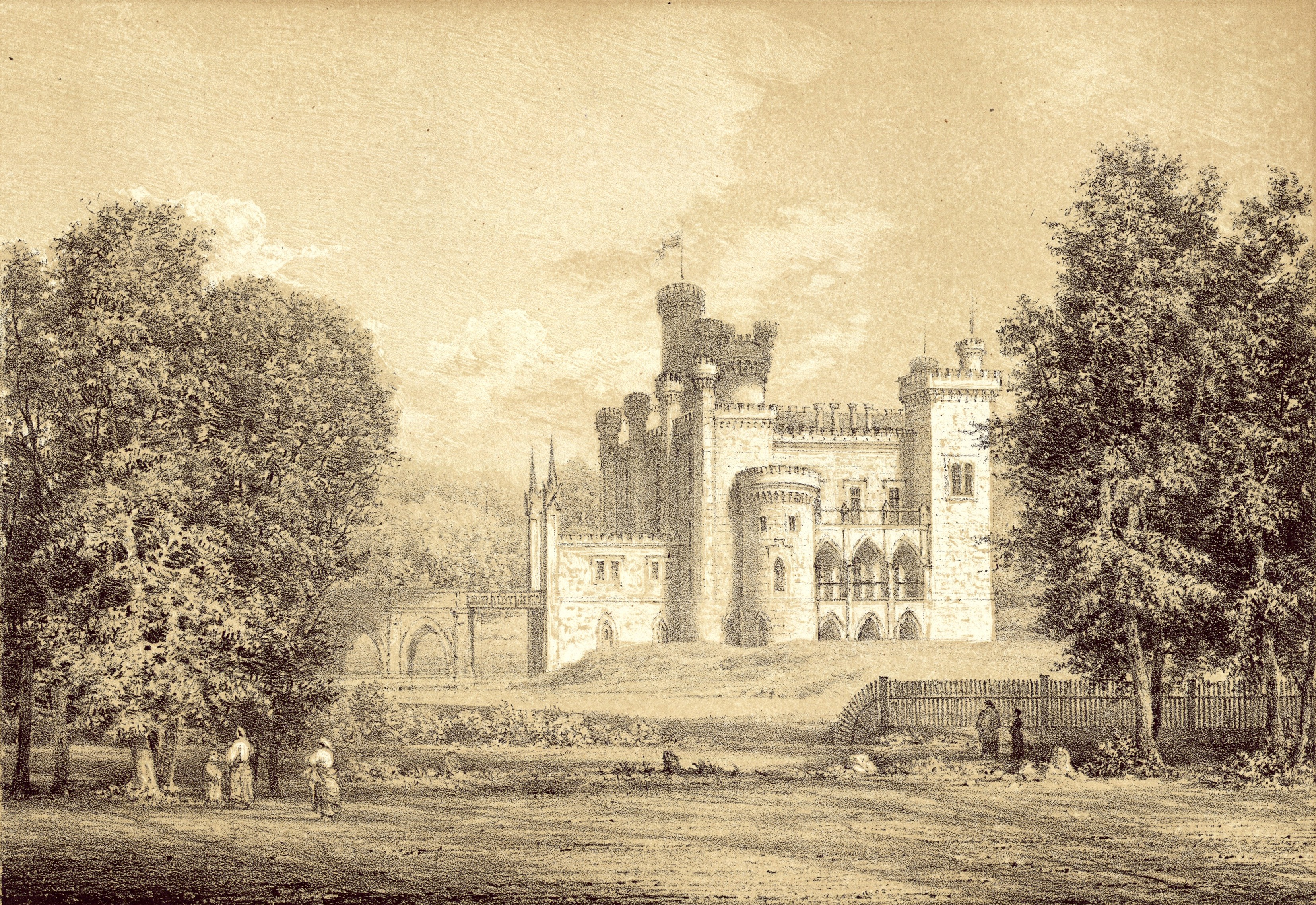
Zamek na litografii Napoleona Ordy
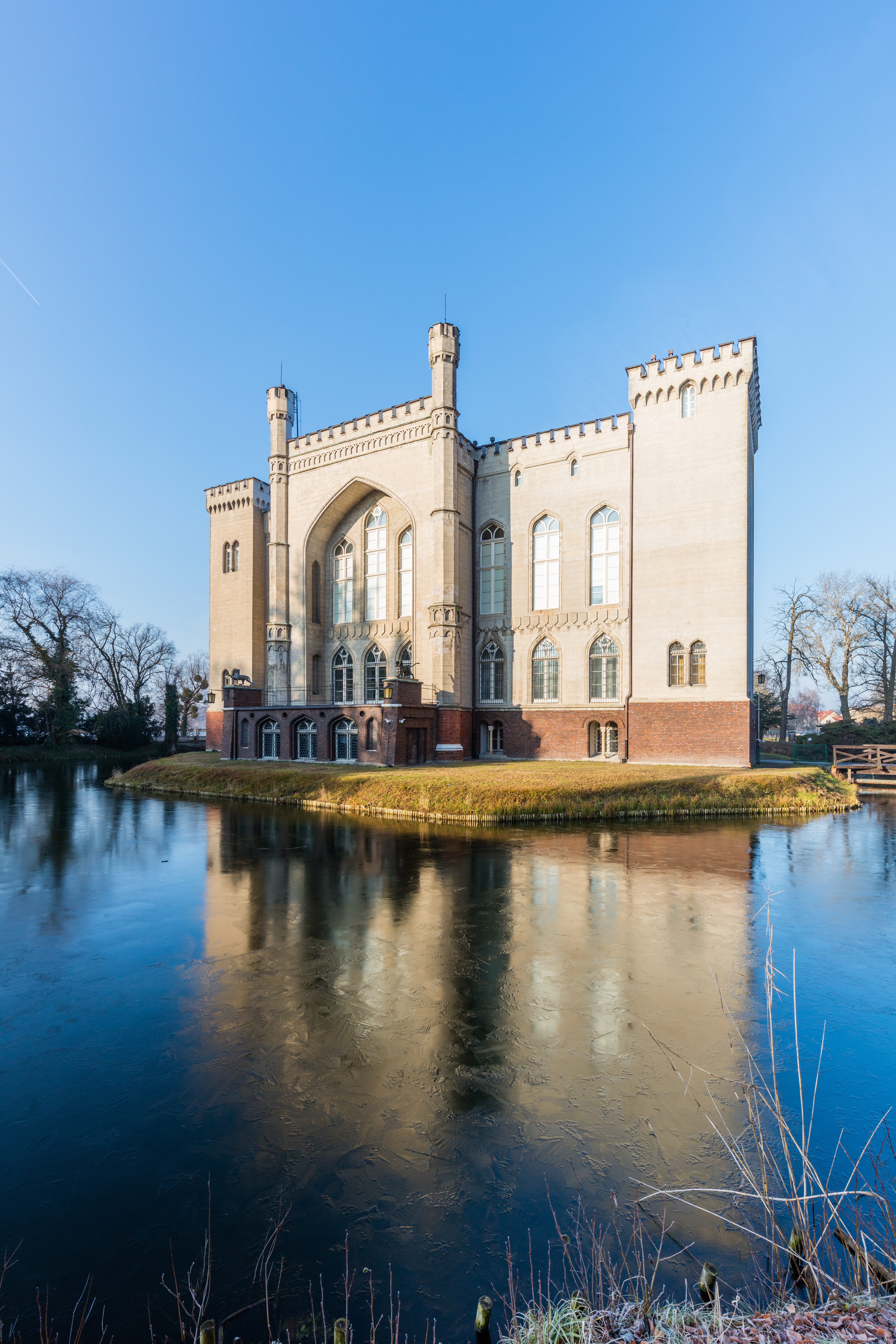
Zamek od strony południowej
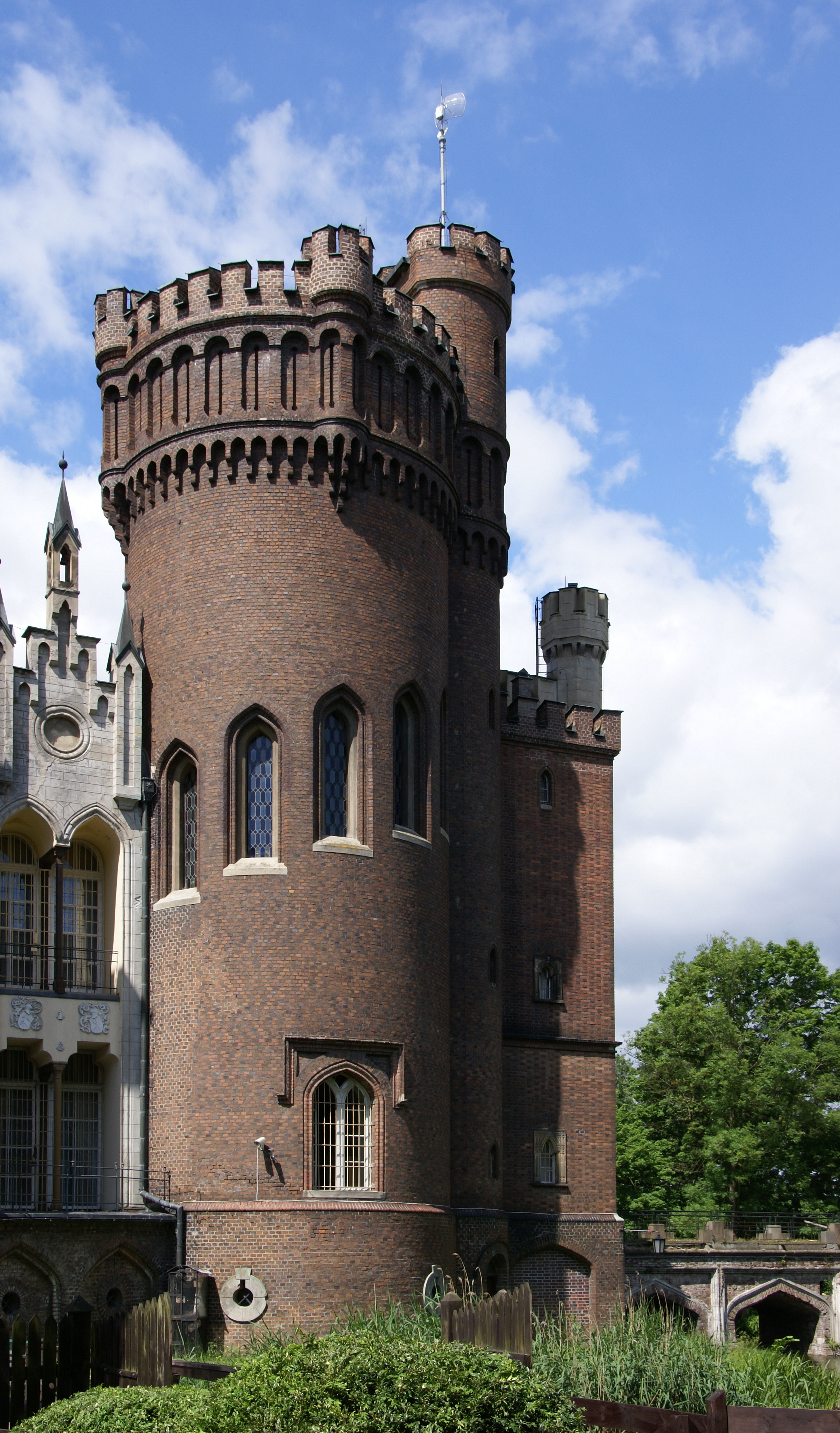
Neogotycka wieża, od strony wschodniej
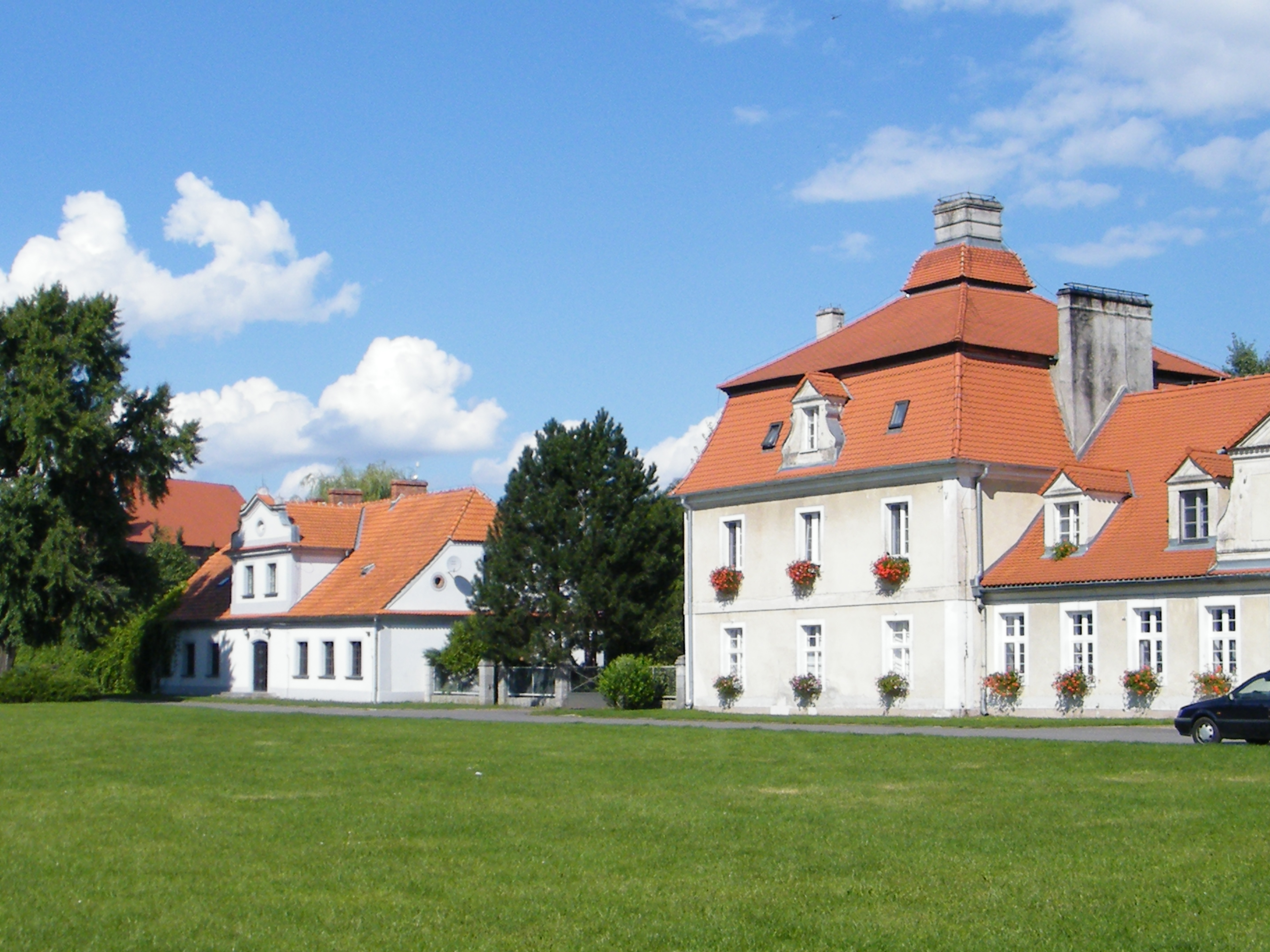
Oficyny koło zamku w Kórniku
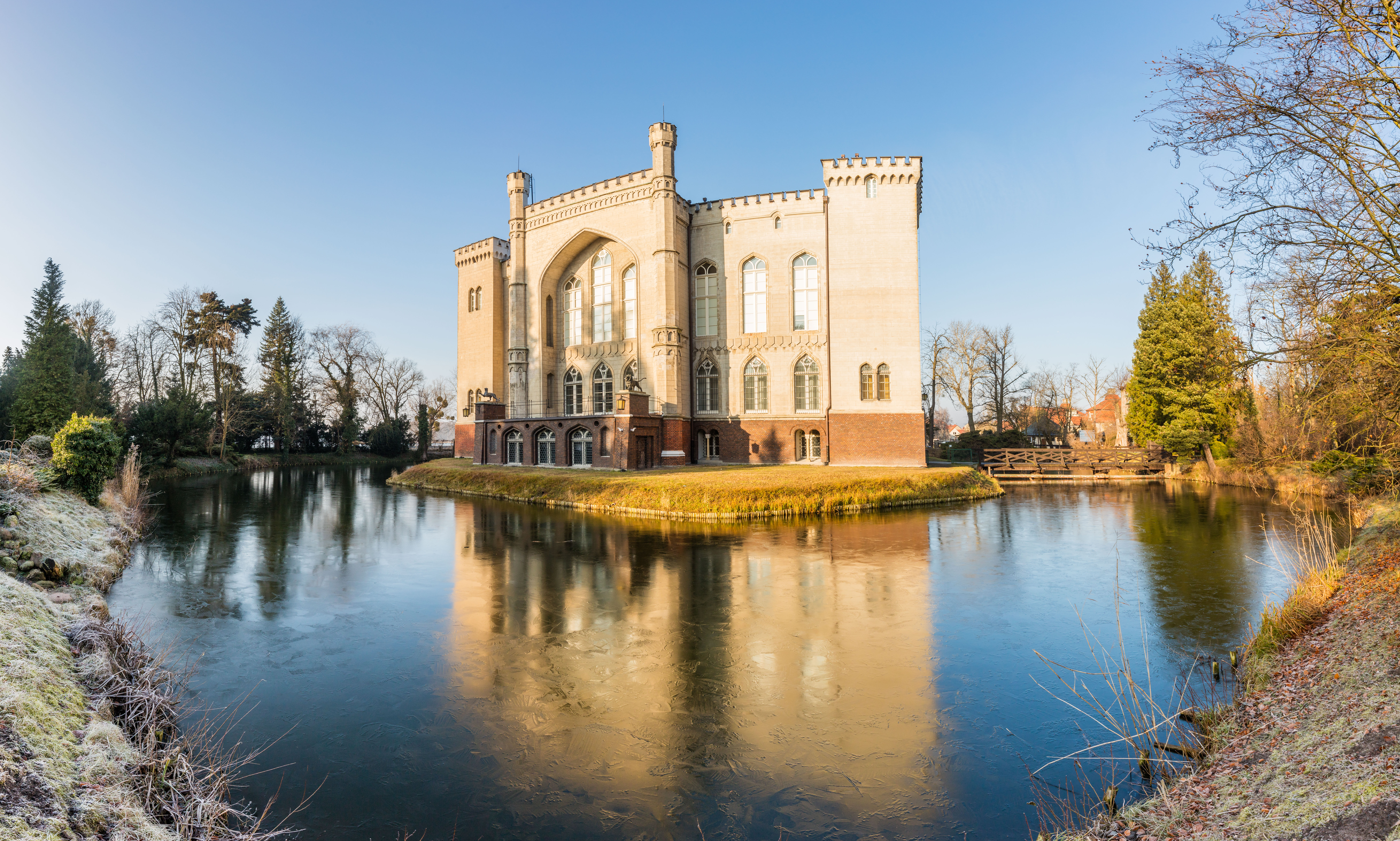
Fasada ogrodowa (południowa)
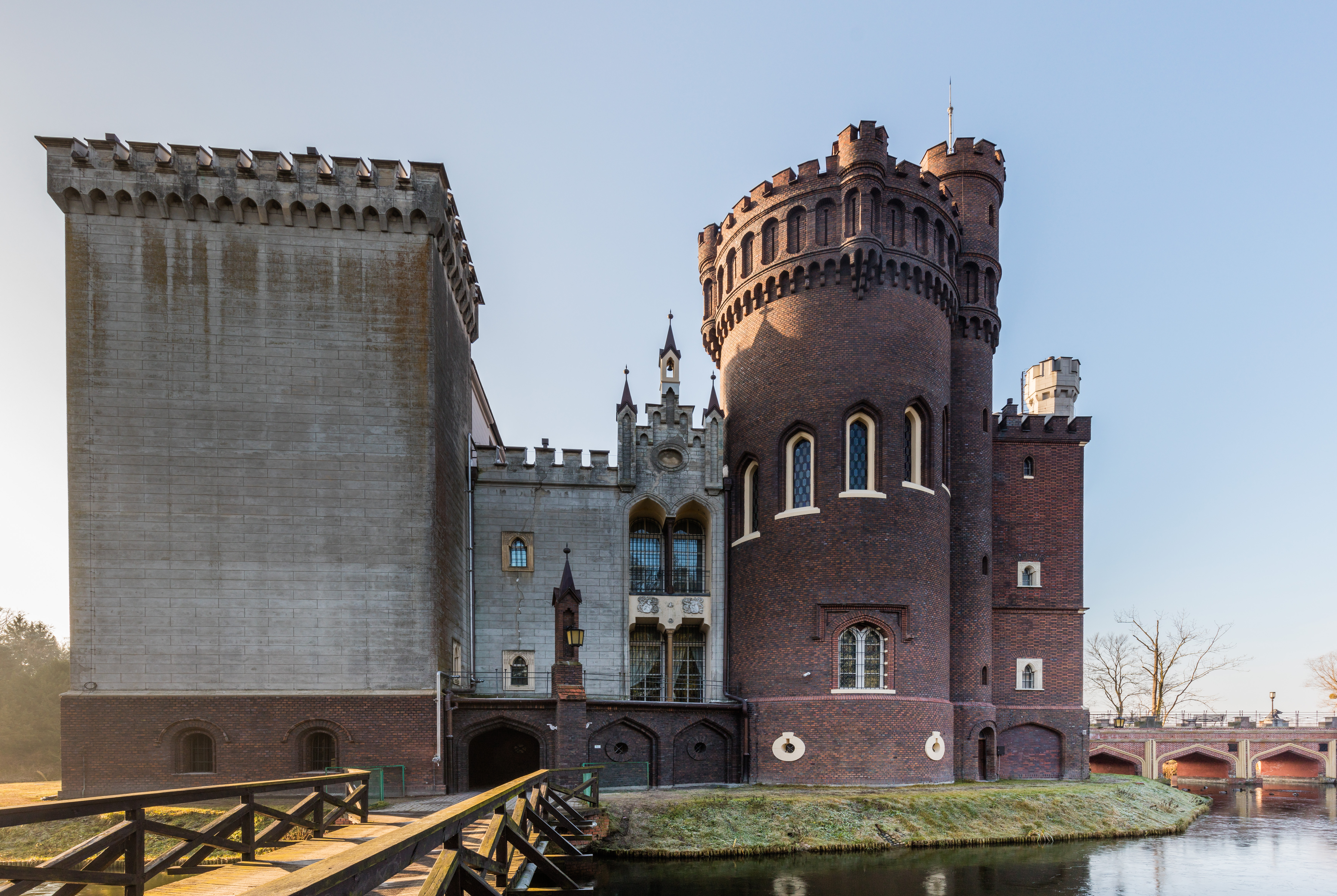
Wschodnia strona